# Coleophora amaranthivora
Coleophora amaranthivora é uma espécie de mariposa do gênero Coleophora pertencente à família Coleophoridae.